# Emile Levier
Emile Levier (14. června 1839 Bern – 16. října 1911 Florencie) byl švýcarský botanik a mykolog.
Procestoval Kavkaz a spolu s Louisem Lereschem (1808–1885) podal zprávu o výsledcích expedic uskutečněných v letech 1878–1879 pod vedením Edmonda Boissiera v knize Deux excursions botaniques dans le nord de l'Espagne et le Portugal (Lausanne, 1880). Mezi zprávami o těchto prvních botanických výpravách do evropských hor je i první pokus o klasifikaci druhu Pimpinella siifolia Leresche.
Jeho rukopisy a herbář jsou nyní uloženy ve Vědecké knihovně Florentské univerzity. Byl členem Société botanique de Genève.